# Діана ді Пріма
Діана ді Пріма (англ. Diane di Prima; 6 серпня 1934, Нью-Йорк — 25 жовтня 2020, Сан-Франциско, Каліфорнія) — американська поетеса-бітник, письменниця та видавець.

## Життєпис
Народилась 6 серпня 1934 року в Брукліні, Нью-Йорк. Її дідом з материного боку був Доменіко Малоцці, анархіст, соратник Карло Треска та Емми Голдман. Навчалася в середній школі Гантер-коледжу та в Свортморському коледжі. Писати почала ще в дитинстві, у 19 років вела листування з Езрою Паундом та Кеннетом Патченом. Її перша поетична збірка «This Kind of Bird Flies Backward» вийшла 1958 року у видавництві «Totem Press», заснованому Лероєм Джонсом, також відомим як Амірі Барака. Починаючи з 1961 року ді Пріма і Джонс спільно видавали бюлетень «The Floating Bear», присвячений американській андеграундній поезії. Разом з Джонсом, Джеймсом Уорінгом, Фредом Герко та Аланом Марлоу заснувала незалежний Нью-йоркський поетичний театр. 1966 року зблизилась з колом Тімоті Лірі та опублікувала його «Психоделічний досвід» у заснованому нею видавництві «Poets Press». Пізніше приєдналася до акционістської групи The Diggers, тісно пов'язаної з рухом хіпі.
Ді Пріма автор майже 40 книг, її роботи перекладені більш ніж 20-ма мовами. Її поезія відображає боротьбу за соціально-політичний переворот в суспільстві 1960—1970 років, все ж доволі часто фокусуючись на особистому житті та стосунках. У більш пізніх творах простежується інтерес до алхімії та східної філософії.
Починаючи з кінця 1960-х років ді Пріма постійно проживала в Каліфорнії. Там вона видала свій перший великий прозовий твір — роман «Мемуари бітника» (1969), частково заснований на автобіографічному досвіді. У 1974—1997 роках викладала у Школі Джека Керуака, також читала лекції у коледжах та університетах. Займала активну громадянську позицію, беручи участь у різних акціях, зокрема виступала проти дискримінації людей з зайвою вагою.
2001 року вийшла її автобіографія «Згадуючи свою жіночу долю. Нью-Йоркські роки» (англ. Recollections of My Life as a Woman: The New York Years).
Діана ді Пріма померла 25 жовтня 2020 року у Сан-Франциско, Каліфорнія, в 86-річному віці.

## Особисте життя
Ді Пріма мала п'ятьох дітей: дочку Жанну, дочку Домінік (від Лероя Джонса), сина Алекса та дочку Тару (від Алекса Марлоу, з яким перебувала у шлюбі в 1962—1969 роках), та сина Руді. 1972 року її чоловіком став Грант Фішер, цей шлюб (як і шлюб з Марлоу) завершився розлученням 1975 року.